# Aurelio (roi des Asturies)
Pour les articles homonymes, voir Aurelio.
 (août 2019).
Si vous disposez d'ouvrages ou d'articles de référence ou si vous connaissez des sites web de qualité traitant du thème abordé ici, merci de compléter l'article en donnant les références utiles à sa vérifiabilité et en les liant à la section « Notes et références ».
Aurelio des Asturies, né vers 740, mort en 774 à San Martín del Rey Aurelio, est roi des Asturies de 768 à 774.

## Biographie
Il est le fils de Fruela Pérez, frère d'Alphonse Ier des Asturies : Aurelio est donc un neveu d'Alphonse Ier comme son frère Bermude qui régnera de 789 à 791.
Son règne semble avoir été relativement paisible ; les musulmans, battus à Covadonga en 722, semblent peu désireux de reconquérir une contrée pauvre en ressources au relief difficile. Le seul évènement notable de son règne est une révolte d'esclaves qu'il parvient à réprimer.
Aurelio meurt de cause naturelle et est inhumé dans l'église de San Martín del Rey Aurelio. Son successeur est son beau-cousin, Silo, mari de sa cousine Audesinde, fille d'Alphonse Ier.